# Macrocyclops fuscus
Macrocyclops fuscus – gatunek widłonoga z rodziny Cyclopidae. Opisał go w 1820 roku szwajcarski lekarz i zoolog Louis Jurine, nadając mu nazwę Monoculus quadricornis fuscus.